# بيرتي هيغينز (لاعب كرة قدم)
بيرتي هيغينز (بالإنجليزية: Bertie Higgins)‏ هو لاعب كرة قدم بريطاني في مركز الهجوم، ولد في 26 يناير 1945 في Dunoon ‏ في المملكة المتحدة. لعب مع نادي كوينز بارك.